# ジャン＝フランソワ・ラファエリ
ジャン＝フランソワ・ラファエリ（Jean-François Raffaëlli, 1850年4月20日 - 1924年2月11日）は、フランスの写実主義の画家、彫刻家、版画家。印象派展にも出品した。

## 概要

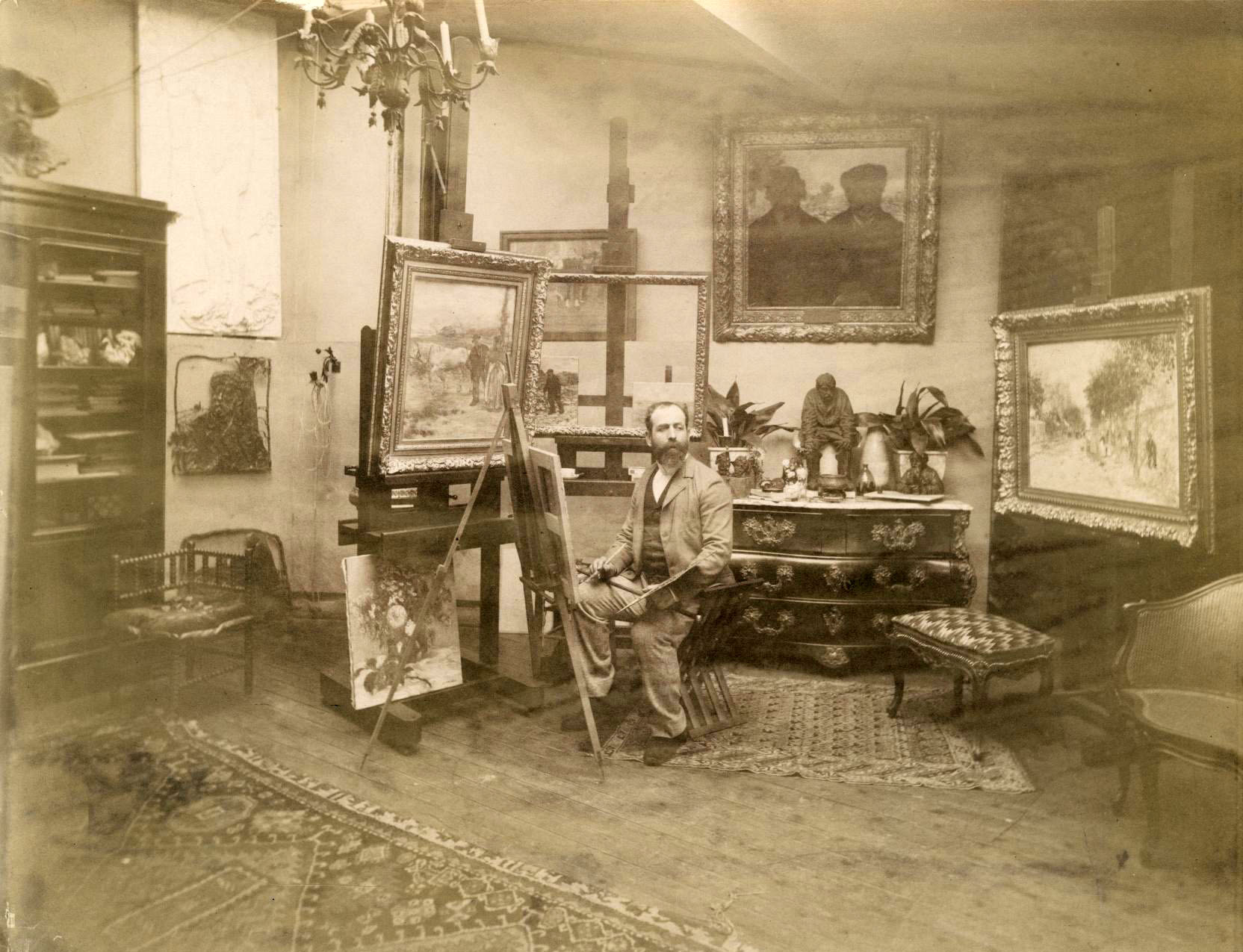
ラファエリのアトリエ（1885年頃-1890年頃）。

パリで生まれたが、父方の祖父母はイタリアのトスカーナ州の出身であった。当初、音楽や演劇に興味を持っていたが、1870年、画家になった。この年、風景画1点がサロン・ド・パリに入選した。1871年10月から3か月、エコール・デ・ボザールのジャン＝レオン・ジェロームの下で絵画を学んだが、それ以外には正式の絵画教育を受けていない。
1876年以降、パリ郊外の農民、労働者、貧民（屑拾い人）などを写実的に描くようになった。こうした新しい作品は、ジョリス＝カルル・ユイスマンスのような批評家や、エドガー・ドガから高い評価を受けた。
屑拾い人は、ラファエリにとって近代社会における人間疎外の象徴となった。美術史家Barbara S. Fieldsは、ラファエリがイポリット・テーヌの実証主義哲学に関心を寄せていたことを指摘し、こう書いている。
ドガは、1880年と1881年の印象派展にラファエリを招待した。しかし、そのことが原因で印象派グループは分裂することになった。ラファエリは印象派の画家ではなかった上、37点という大量の出品で1880年の印象派展を占拠しようとしたためであった。クロード・モネは、写実主義者を引き入れて印象派展のメンバーを拡張しようというドガの主張を嫌悪して、出展を拒否し、「小さな教会だったものが、今や下手な初心者にも門戸を開く三流の学校になってしまった」と批判した。この時期のラファエリの作品としては、『アブサンを飲む人』（1881年）がある。この作品は、もともと『退役軍人たち』というタイトルが付されていたもので、1881年の印象派展で好評を博した。
1889年、レジオンドヌール勲章を受章した。その頃から、ラファエリは、郊外の情景からパリ市街に興味を移し、公衆や批評家から好意的な評価を受けた。数々の彫刻作品も制作したが、現在では写真で残っているだけである。晩年には、版画を集中的に制作した。1924年、パリで亡くなった。

## 作品

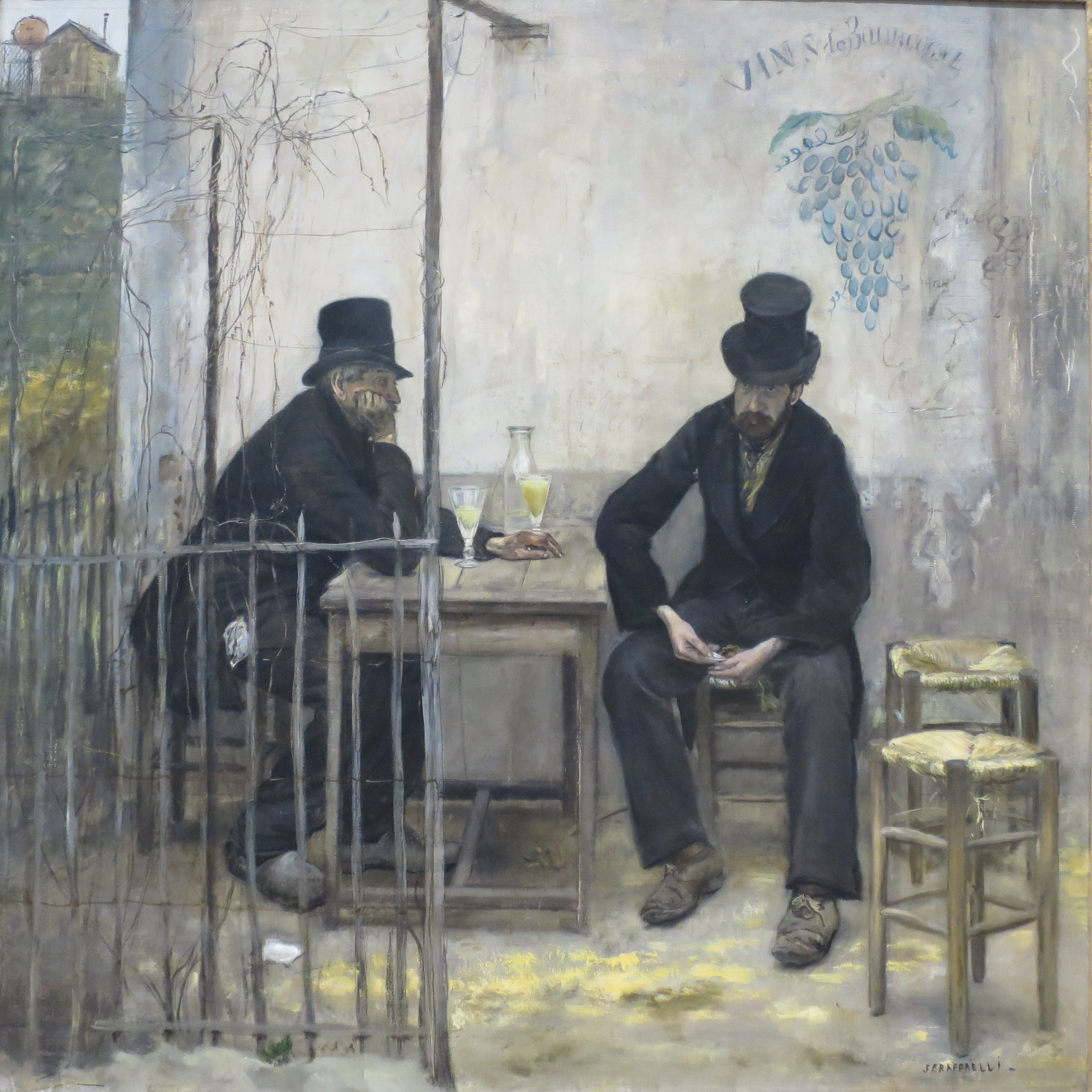
『アブサンを飲む人々』(1880/1881)
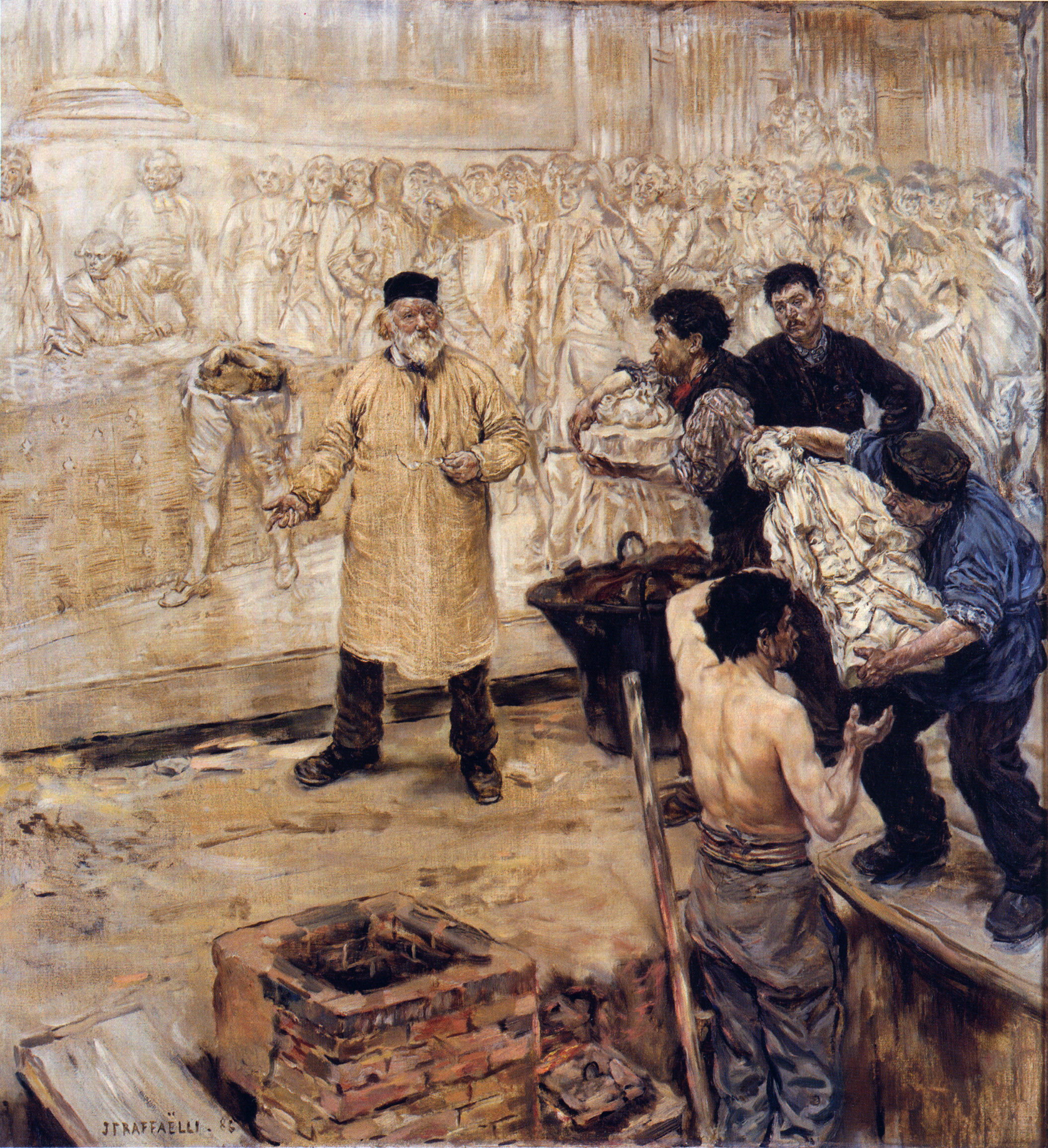
彫刻鋳造工房のジュール・ダルーとウジェーヌ・ゴノン(1886)
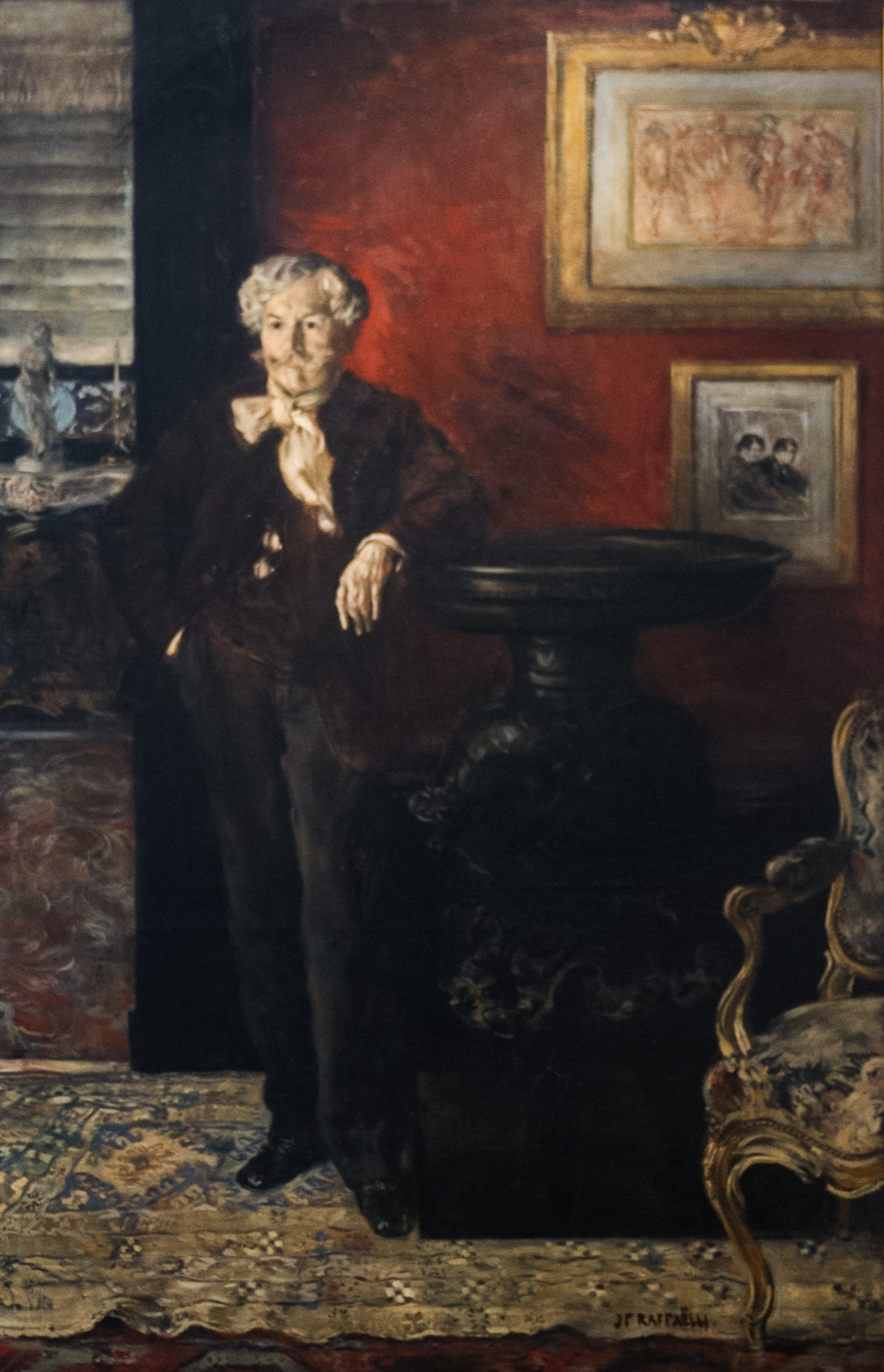
エドモン・ド・ゴンクール (1888)
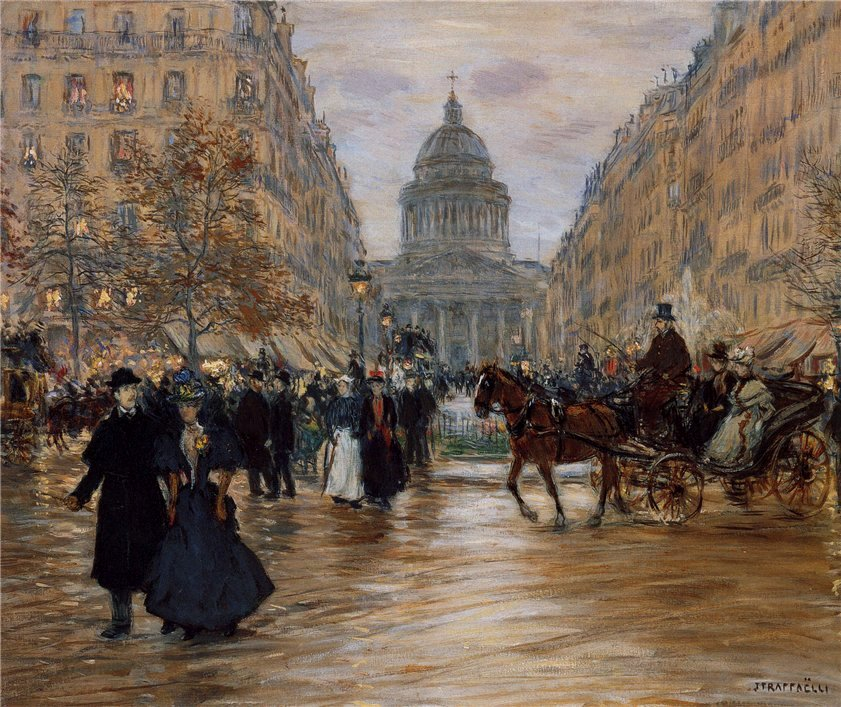
『サンミッシェル大通り』(1918)